# Wolfgang Gorks
Wolfgang Gorks (* 3. April 1931 in Dresden) ist ein deutscher Schauspieler und Hörspielsprecher.

## Leben
Wolfgang Gorks erhielt seine Schauspielausbildung an der Akademie für Musik und Theater in Dresden. Ab 1953 stand er im Staatsschauspiel Dresden auf der Bühne und wechselte dann an das bekannte Reisetheater, die Landesbühnen Sachsen in Radebeul, wo er etwa 15 Jahre wirkte. 1977 zog es ihn zurück an das Staatstheater Dresden (später wieder Staatsschauspiel Dresden), an dem er bis nach der Wende tätig war. In dieser Zeit stand er häufig in Filmen der DEFA und des Fernsehens der DDR vor der Kamera, aber auch als Sprecher in Animationsfilmen war er gefragt. Dann ging er gemeinsam mit dem Regisseur Wolfgang Engel und vier weiteren Darstellern an das Schauspiel Frankfurt am Main, wo er 2008 sein 55-jähriges Bühnenjubiläum feierte. Durch die Nähe des Hessischen Rundfunks begann er hier zusätzlich als Hörspielsprecher zu arbeiten.

## Filmografie
- 1981: Jockei Monika (Fernsehserie)
- 1985: Geschichten übern Gartenzaun (Fernsehserie, 1 Episode)
- 1985: Sachsens Glanz und Preußens Gloria (Fernsehserie, 2 Episoden)
- 1986: Polizeiruf 110: Ein großes Talent (Fernsehreihe)
- 1986: Polizeiruf 110: Kein Tag ist wie der andere
- 1987: Polizeiruf 110: Explosion
- 1990: Polizeiruf 110: Tödliche Träume
- 1990: Polizeiruf 110: Allianz für Knete

## Theater
- 1954: Carlo Goldoni: Liebeshändel in Ciozza – Regie: Hans Finohr (Staatsschauspiel Dresden)
- 1954: Hedda Zinner: Der Teufelskreis – Regie: Fritz Wendel (Staatsschauspiel Dresden)
- 1957: Jean Anouilh: Colombe – Regie: Ottofritz Gaillard (Staatsschauspiel Dresden)
- 1963: Friedrich Wolf: Peter kehrt heim (Peter Buck) – Regie: Wolfgang Heiderich (Landesbühnen Sachsen Radebeul)
- 1963: Peter Karvaš: Diplomaten – Regie: Wolfgang Heiderich (Landesbühnen Sachsen Radebeul)
- 1964: James Gowe/ Arnould D'Usseau: Tiefe Wurzeln – Regie: Christian Bleyhoeffer (Landesbühnen Sachsen Radebeul)
- 1964: Friedrich Schiller: Wilhelm Tell – Regie: Herbert Schneider/Horst Mendelsohn (Landesbühnen Sachsen – Felsenbühne Rathen)
- 1964: Axel Ivers: Parkstraße 13 – Regie: Max A. Schleyer (Landesbühnen Sachsen Radebeul)
- 1965: Bertolt Brecht: Der kaukasische Kreidekreis – Regie: Wolfgang Heiderich (Landesbühnen Sachsen Radebeul)
- 1966: Josef Heimann nach Friedrich Gerstäcker: Pferdediebe in Arkansas (Bill Brown) – Regie: Wolfgang Heiderich (Landesbühnen Sachsen – Felsenbühne Rathen)
- 1966: Friedrich Schiller: Don Carlos – Regie: Christian Bleyhoeffer (Landesbühnen Sachsen Radebeul)
- 1967: Gottfried Grohmann: Husarenstreiche – Regie: Christian Bleyhoeffer (Landesbühnen Sachsen – Felsenbühne Rathen)
- 1967: Wladimir Bill-Belozerkowski: Sturm – Regie: Wolfgang Heiderich (Landesbühnen Sachsen Radebeul)
- 1968: Thomas Wild/Michael Brenner nach Brandon Thomas: Charleys Tante Nr.2 – Regie: Jaroslav Chundela (Landesbühnen Sachsen Radebeul)
- 1969: Gottfried Grohmann: Kurier der schwarzen Jäger (Johannes Fröhlich) – Regie: Christian Bleyhoeffer (Landesbühnen Sachsen – Felsenbühne Rathen)
- 1969: Jewgeni Schwarz: Der Schatten – Regie: Christian Bleyhoeffer (Landesbühnen Sachsen Radebeul)
- 1969: Herbert Otto: Zeit der Störche – Regie: Rüdiger Volkmer (Landesbühnen Sachsen Radebeul)
- 1972: Abe Kōbō: Geister in Kitahama – Regie: Yutaka Wada (Landesbühnen Sachsen Radebeul)
- 1972: William Shakespeare: HeinrichIV. – Regie: Wolfgang Heiderich (Landesbühnen Sachsen Radebeul)
- 1973: Emil Braginski/Eldar Rjasanow: Kollegen – Regie: Rüdiger Volkmer (Landesbühnen Sachsen Radebeul)
- 1973: Alexander Ostrowski: Talente und Verehrer – Regie: Rüdiger Volkmer (Landesbühnen Sachsen Radebeul)
- 1973: William Shakespeare: Romeo und Julia – Regie: Rüdiger Volkmer (Landesbühnen Sachsen Radebeul)
- 1974: Ulrich Plenzdorf: Die neuen Leiden des jungen W. – Regie: Karin Wolf (Landesbühnen Sachsen Radebeul)
- 1974: Ákos Kertész: Namenstag – Regie: Fritz Westphal (Landesbühnen Sachsen Radebeul)
- 1975: Gotthold Ephraim Lessing: Nathan der Weise (Nathan) – Regie: Wolfgang Engel (Landesbühnen Sachsen Radebeul)
- 1976: Alexander Wampilow Letzten Sommer in Tschulimsk – Regie: Wolfgang Engel (Landesbühnen Sachsen Radebeul)
- 1978: Bertolt Brecht: Mann ist Mann (Uria) – Regie: Hans-Georg Simmgen (Staatstheater Dresden – Kleines Haus)
- 1978: Alla Sokolowa: Die Phantasien des Bürgers F. – Regie: ?  (Staatstheater Dresden)
- 1980: Friedrich Schiller: Maria Stuart – Regie: Wolfgang Engel (Staatstheater Dresden)
- 1980: Alexander Wampilow: Die Entenjagd – Regie: Klaus Dieter Kirst (Staatstheater Dresden)
- 1981: Gerhart Hauptmann: Der Biberpelz – Regie: Hannes Fischer (Staatstheater Dresden)
- 1983: Heinz Drewniok: Wenn Georgie kommt (Ferry) – Regie: Horst Schönemann (Staatsschauspiel Dresden – Kleines Haus)
- 1984: Friedrich Hebbel: Die Nibelungen – Regie: Wolfgang Engel (Staatsschauspiel Dresden)
- 1985: William Shakespeare: Der Sturm (Trinculo) – Regie: Horst Schönemann (Staatsschauspiel Dresden)
- 1986: Michael Frayn: Der nackte Wahnsinn – Regie: Klaus Dieter Kirst (Staatsschauspiel Dresden – Kleines Haus)
- 1988: Franca Rame/Dario Fo: Offene Zweierbeziehung – Regie: Heinz Drewniok (Staatsschauspiel Dresden – Kleines Haus)
- 1991: Bernard-Marie Koltès: Kampf des Negers und der Hunde (Horn) – Regie: Tobias Wellemeyer (Staatsschauspiel Dresden – Kleines Haus)
- 1991: Johann Wolfgang von Goethe: Stella (Verwalter) – Regie: Wolfgang Engel (Staatsschauspiel Dresden – Kleines Haus)
- 1995: Dario Fo: Bezahlt wird nicht! – Regie: Hans Falár (Schauspiel Frankfurt am Main)
- 1998: William Shakespeare: Romeo und Julia – Regie: Amélie Niermeyer (Schauspiel Frankfurt am Main)
- 2004: Gotthold Ephraim Lessing: Nathan der Weise (Nathan) – Regie: Karin Neuhäuser (Schauspiel Frankfurt am Main)
- 2007: Michail Bulgakow: Hundeherz (Professor) – Regie: Lilli-Hannah Hoepner (Schauspiel Frankfurt am Main – Zwischendeck)
- 2008: Neil Simon: Sonny Boys – Regie: Christian Hockenbrink (Schauspiel Frankfurt am Main – Kleines Haus)
- 2009: Anton Tschechow: Der Kirschgarten (Benachbarter Gutsbesitzer) – Regie: Urs Troller (Schauspiel Frankfurt am Main)

## Hörspiele
- 1996: Ágota Kristóf: Die Epidemie (Mann) – Regie: Wolfgang Rindfleisch (Hörspiel – HR)
- 1997: Stephan Ahlf: Retsina rot – Regie: Burkhard Schmidt (Kurzhörspiel, 5 Teile – HR)
- 1997: Heinz-Werner Geisenberger: Kreisverkehr – Regie: Christian Gebert (Hörspiel aus der Reihe Neues aus dem Knast – HR)
- 1999: Peter van Straaten: Agnes – Regie: Klaus Ickert (Kurzhörspiel, 2 Teile – HR)
- 2001: Kay Langstengel: Die Stiftung (Fahrtenkontrolleur) – Regie: Ulrich Lampen (Hörspiel – HR)
- 2003: Helmut Krausser: Donnerstag – Die Fürsten – Regie: Florian von Hoermann (Lesung – HR)
- 2005: Lorrie Moore: Der vergessene Wichtel (Weihnachtsmann) – Regie: Marlene Breuer (Kinderhörspiel – HR)
- 2006: Charles Dickens: David Copperfield (Kutscher) – Regie: Ursula Ruppel (Hörspiel, 4. Teil – HR)
- 2006: Ed McBain: Heißer Sonntagmorgen (Louis) – Regie: Ulrich Lampen (Kriminalhörspiel aus der Reihe 87. Polizeirevier – HR)
- 2011: Per Petterson: Ich verfluche den Fluß der Zeit (Vater) – Regie: Götz Fritsch (Hörspiel – DLR/HR)
- 2012: Heinz von Cramer: Unerwartete Ereignisse – Regie: Burkhard Schmidt (Hörspiel – HR)
- 2012: Alexander Wwedenski: Wann Wo oder Eine gewisse Anzahl Gespräche (Direktor der Irrenanstalt) – Regie: Oliver Sturm (Hörspiel  – DLR/HR)
- 2012: David Herbert Lawrence: Söhne und Liebhaber – Regie: Ulrich Lampen (Hörspiel – HR)